# Colón (Panama)
Colón város Panama középső részén, az azonos nevű Colón tartomány székhelye. A Panamavárostól kb. 80 km-re ÉNy-ra, a Panama-csatorna karib-tengeri kijáratánál fekszik. Lakossága 78 ezer fő volt 2010-ben.
Kikötője, ikervárosa Cristóbal. A két település nevében a genovai felfedező, Cristóbal Colón (Kolombusz Kristóf) emlékét őrzi.
Colón szabadkereskedelmi övezet. Az üzletközponttól és impozáns polgári épületeitől távolabb azonban szegénynegyedek és bódévárosok állnak.

## Éghajlat
| Hónap                         | Jan. | Feb. | Már. | Ápr. | Máj. | Jún. | Júl. | Aug. | Szep. | Okt. | Nov. | Dec. | Év   |
| ----------------------------- | ---- | ---- | ---- | ---- | ---- | ---- | ---- | ---- | ----- | ---- | ---- | ---- | ---- |
| Átlagos max. hőmérséklet (°C) | 29,0 | 29,0 | 29,0 | 30,0 | 31,0 | 30,0 | 29,0 | 29,0 | 31,0  | 30,0 | 29,0 | 29,0 | 29,6 |
| Átlagos min. hőmérséklet (°C) | 24,0 | 24,0 | 24,0 | 25,0 | 24,0 | 24,0 | 24,0 | 24,0 | 24,0  | 23,0 | 23,0 | 24,0 | 23,9 |
| Átl. csapadékmennyiség (mm)   | 110  | 50   | 36   | 94   | 274  | 368  | 420  | 417  | 290   | 467  | 620  | 320  | 3466 |
| Forrás: [www.wmo.int]         |      |      |      |      |      |      |      |      |       |      |      |      |      |

## Fordítás
- Ez a szócikk részben vagy egészben  a   Colón, Panama című angol Wikipédia-szócikk fordításán alapul.  Az eredeti cikk szerkesztőit annak laptörténete sorolja fel. Ez a jelzés csupán a megfogalmazás eredetét és a szerzői jogokat jelzi, nem szolgál a cikkben szereplő információk forrásmegjelöléseként.